# Laurentius Ulrich Englisch

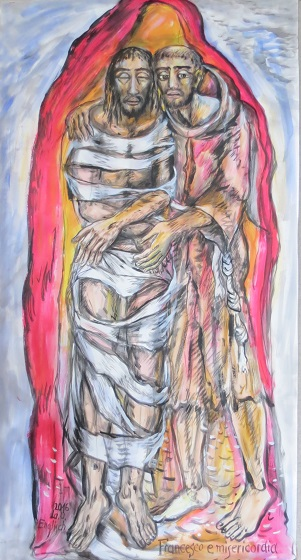
An den Grenzen Europas 1, Barmherzigkeit

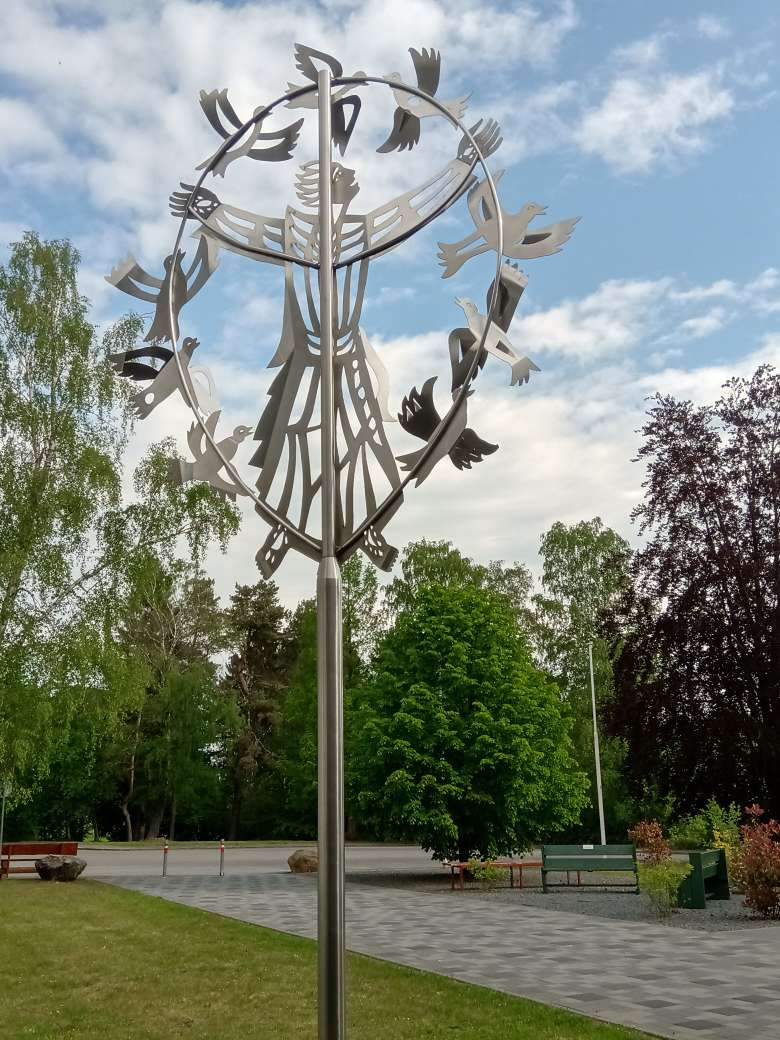
Die Vogelpredigt des hl. Franziskus, 2015, 500 cm hoch

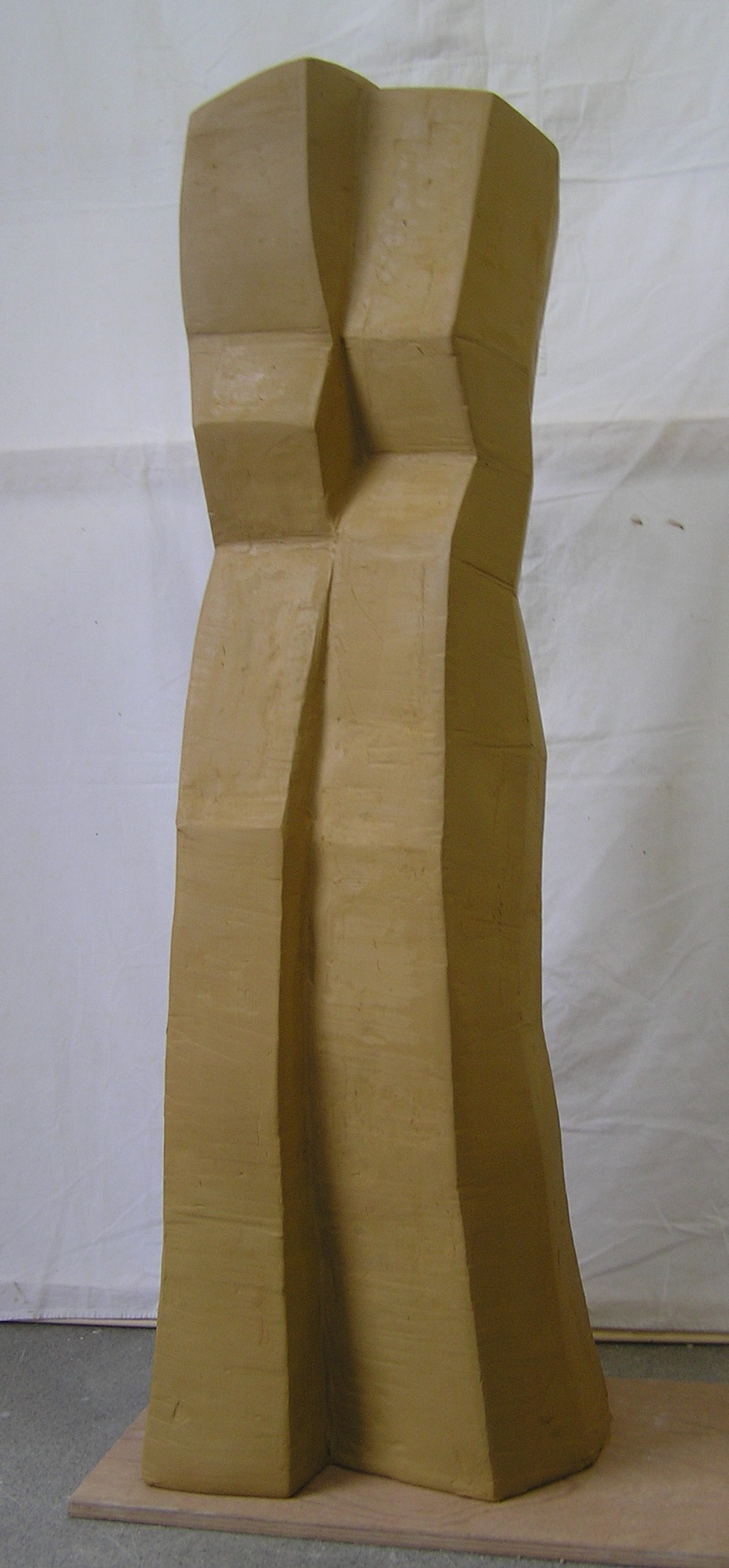
Mann und Frau schreitend

Laurentius Ulrich Englisch OFM (* 10. Oktober 1939 in Beuthen als Ulrich Englisch) ist ein deutscher Ordenspriester, Kunsterzieher und bildender Künstler.

## Einzelnachweise

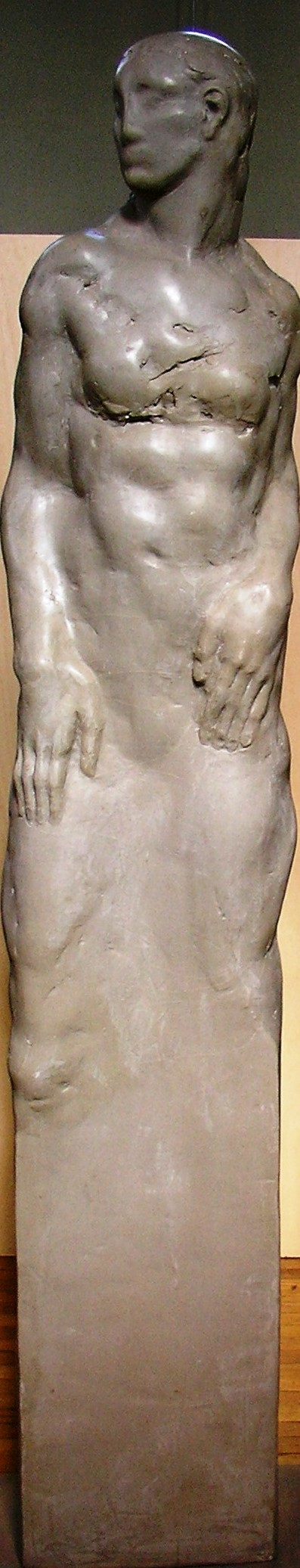
Frau - Von der Fläche in den Raum 1975, Marmor mit Kohlenstoffen 200x50

## Leben
Ulrich Maria Georg Englisch wurde am 10. Oktober 1939 als zweites Kind des Standesbeamten Georg Englisch und der Schneiderin Elisabeth Englisch, geb. Domogalla, in Beuthen O/S geboren. Er besuchte in Beuthen die Grundschule TPD (Towarzystwo przyjaciól dzieci), eine von den Sowjets geleitete und kontrollierte atheistische Musterschule. Sein künstlerisches Talent zeigte sich schon früh; im Alter von acht Jahren malte er bereits Porträts und Landschaftsbilder in Öl. So wurde er nach der Grundschule in das Liceum Technik Plastycznych im damaligen Stalinogród, heute wieder Katowice, aufgenommen und gewann dort beim Wettbewerb der jungen Künstler.
1954 übersiedelte die Familie nach Westdeutschland, zunächst in das Notauflager in Stukenbrock, schließlich nach Düsseldorf, wo er die beiden letzten Klassen der Realschule besuchte, danach die Oberstufe des Lessing-Gymnasiums, die er mit dem Abitur abschloss. Sein Kunstlehrer am Gymnasium war Heinz Mack. In dieser Zeit lernte er auch Erwin Heerich kennen, mit dem zusammen er Werkunterricht in der Volkshochschule Düsseldorf gab.
Am 14. April 1962 trat er in die Kölnische Ordensprovinz des Franziskanerordens ein und erhielt den Ordensnamen Laurentius, den er als Künstler zusammen mit seinem bürgerlichen Namen führt. Nach dem Noviziatsjahr im Kloster Rietberg erfolgte das Studium der Philosophie und Theologie mit Abschluss an der Philosophisch-theologischen Hochschule der Bayerischen Franziskanerprovinz in München. Am 27. Juli 1968 empfing er die Priesterweihe.
Im Anschluss arbeitete er als Präfekt für die Mittelstufe im Internat des Franziskanerklosters Vossenack. Hier führte er eine Schülerwerkstatt für Werken und Bildhauerei.

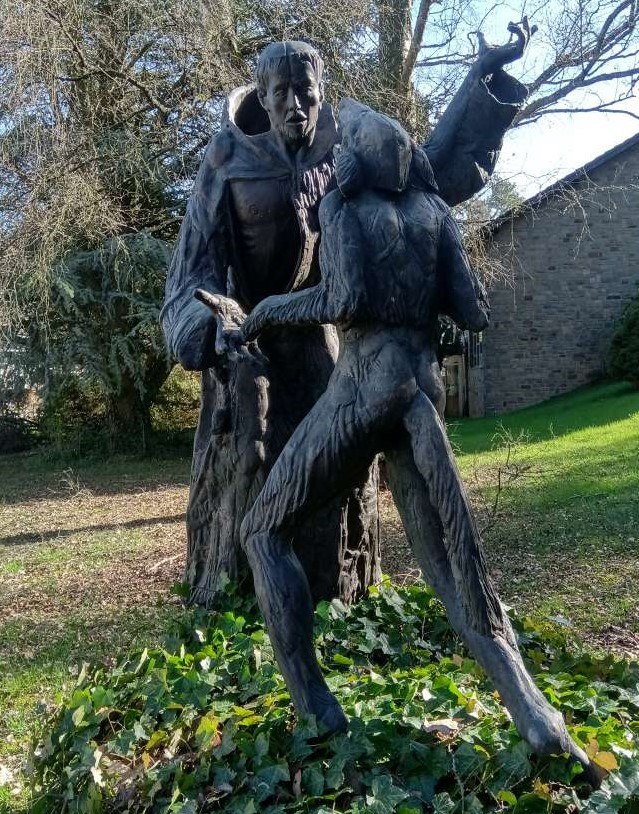
Tanz mit dem Wolf, Bronze

Von 1970 bis 1975 studierte Englisch an der Kunstakademie Düsseldorf, u. a. als Meisterschüler bei Joseph Beuys und Beate Schiff. Danach war er bis zu seiner Pensionierung als Kunsterzieher und Religionslehrer am Franziskusgymnasium Vossenack tätig, zuletzt als Studiendirektor.
Laurentius Ulrich Englisch ist ein gefragter Künstler bei der Gestaltung religiöser Themen in Grafik, Relief und Skulptur. Im rheinisch-westfälischen Raum, in den Niederlanden, Belgien, Polen, Israel, Paraguay, Kamerun und Taiwan sind Werke von ihm als Gedenk- und Meditationsbilder aufgestellt. Seine Gestaltungsweise setzt biblische und hagiographische Themen zugleich sinnlich und spirituell in Szene und weicht dabei von den klassischen Mustern der Ikonographie ab.

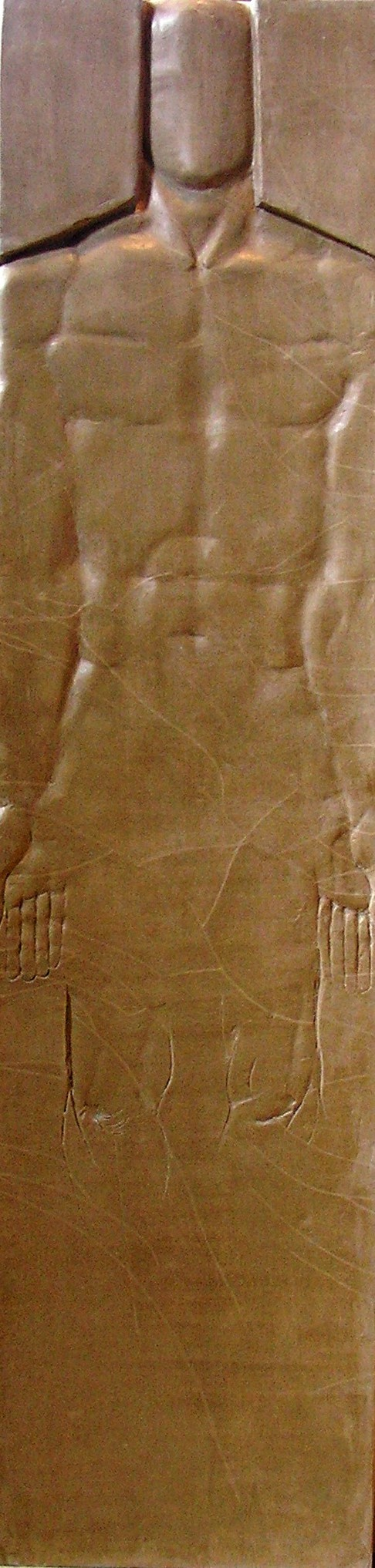
Mann - Von der Fläche in den Raum 1975, Marmor mit Kohlenstoff 200x50

Aufgewachsen in der kommunistischen Dialektik, erlebte er wie auch seine Landsleute die sowjetische Besatzungsmacht als niederdrückend. Diese Erfahrungen, verbunden mit Armut, Hunger und Einschüchterung, ließen ihn die Kirche als Ort der Freiheit und Beheimatung erleben und prägen bis heute sein Kunstkonzept.
Zentrales Thema seiner Kunst ist der religionsübergreifende Bezug auf den ganzen Menschen. Er greift in seinen Darstellungen die wesentlichen Aspekte menschlicher Existenz auf und schöpft dabei aus den Narrativen der verschiedenen Religionen: Liebe und Tod, Freude und Leid, Laster und Zärtlichkeit, Verwandlung und Auferstehung. Vor allem schöpft er aus der Bibel, um deren Erzählungen für die Menschen der Gegenwart anschaulich zu machen und ins Allgemeingültige zu transponieren. Seine künstlerische Arbeit  - in der Tradition des Franziskus von Assisi - zeigt eine heilsame Verbindung mit Mensch, Tier und Natur auf als Ausweg aus der Wachstumsfalle. Die geschwisterliche Verbindung von Mensch und Natur hat bei Franziskus eine tiefere Dimension als unser heutiges Nützlichkeitsdenken. Für Englisch hat die Kunst eine zentrale gesellschaftspolitische Bedeutung. Das erinnert an den erweiterten Kunstbegriff von Beuys, dass Kunst eine „Soziale Plastik“ sei.
Viele Arbeiten haben biographischen Charakter wie die Bilder der kranken Schwester oder die seiner Mutter und Mitbrüder. Der Dienst an Kranken und Behinderten ist für Englisch Kunst; schon während seiner Studienzeit betreute er Kranke und Behinderte im Blinden- und Altenheim. Er stand später auch seiner an Krebs erkrankten Schwester bei und pflegte seine alte Mutter bis zu deren Tod. Wie für Florence Nightingale ist Heilen und Pflegen für ihn Kunst.
Englisch lebt im Franziskanerkloster Vossenack. Hier befindet sich eine öffentlich zugängliche Dauerausstellung seiner Werke. Er ist nach wie vor künstlerisch und seelsorglich tätig, auch in der Migrantenseelsorge.
Er war Seelsorger im 2006 von der Ordenskongregation aufgehobenen Karmelitinnenkloster in Zweifall, in dessen Klosterkirche er auch ausstellte. Er betreute die verbliebenen Ordensfrauen über die Schließung ihres Klosters hinaus.

### Stationsbilder zumLichtreichen Rosenkranzin Neviges, Marienberg

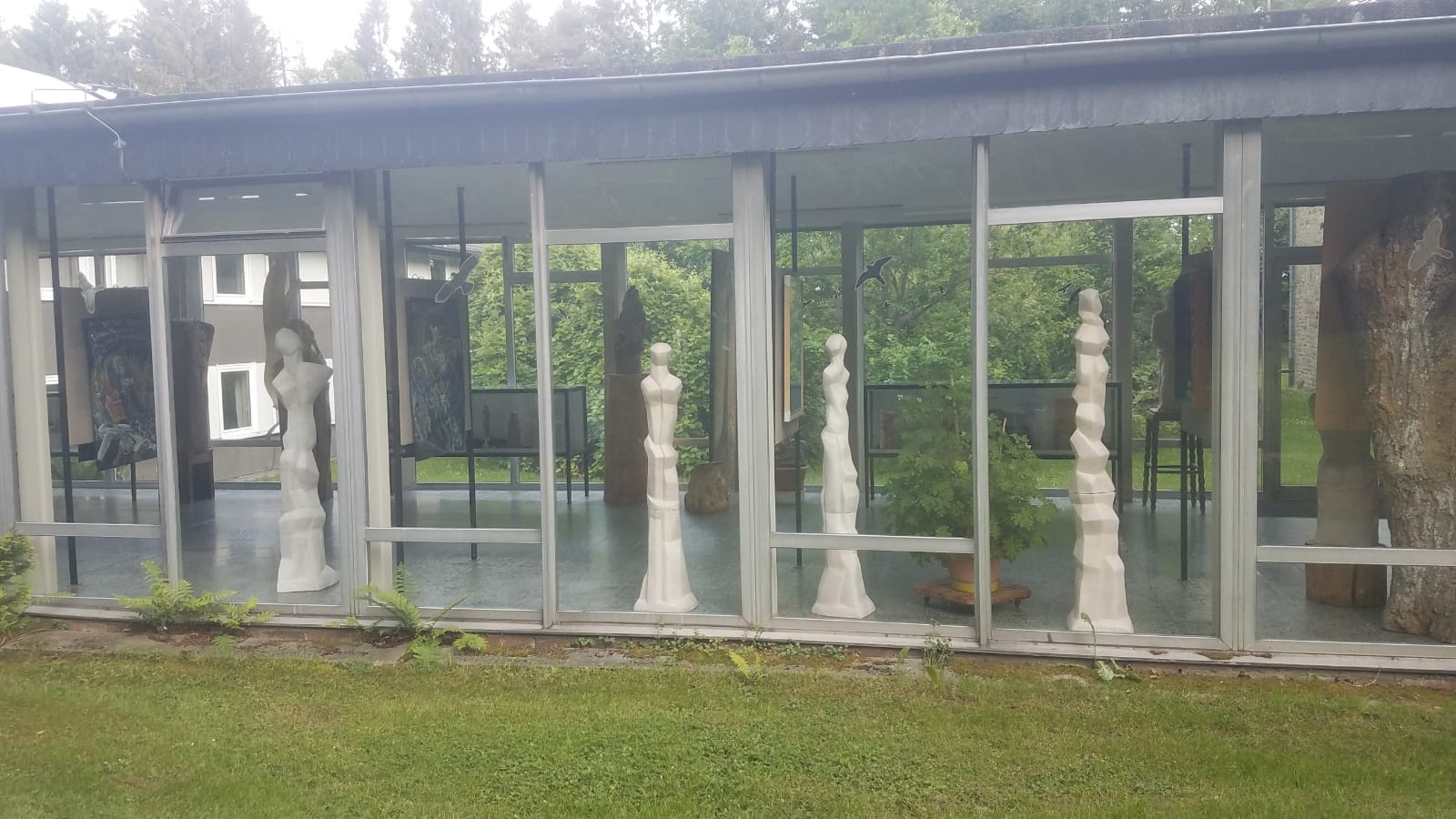
Galerie, Ausstellung Hürtgenwald

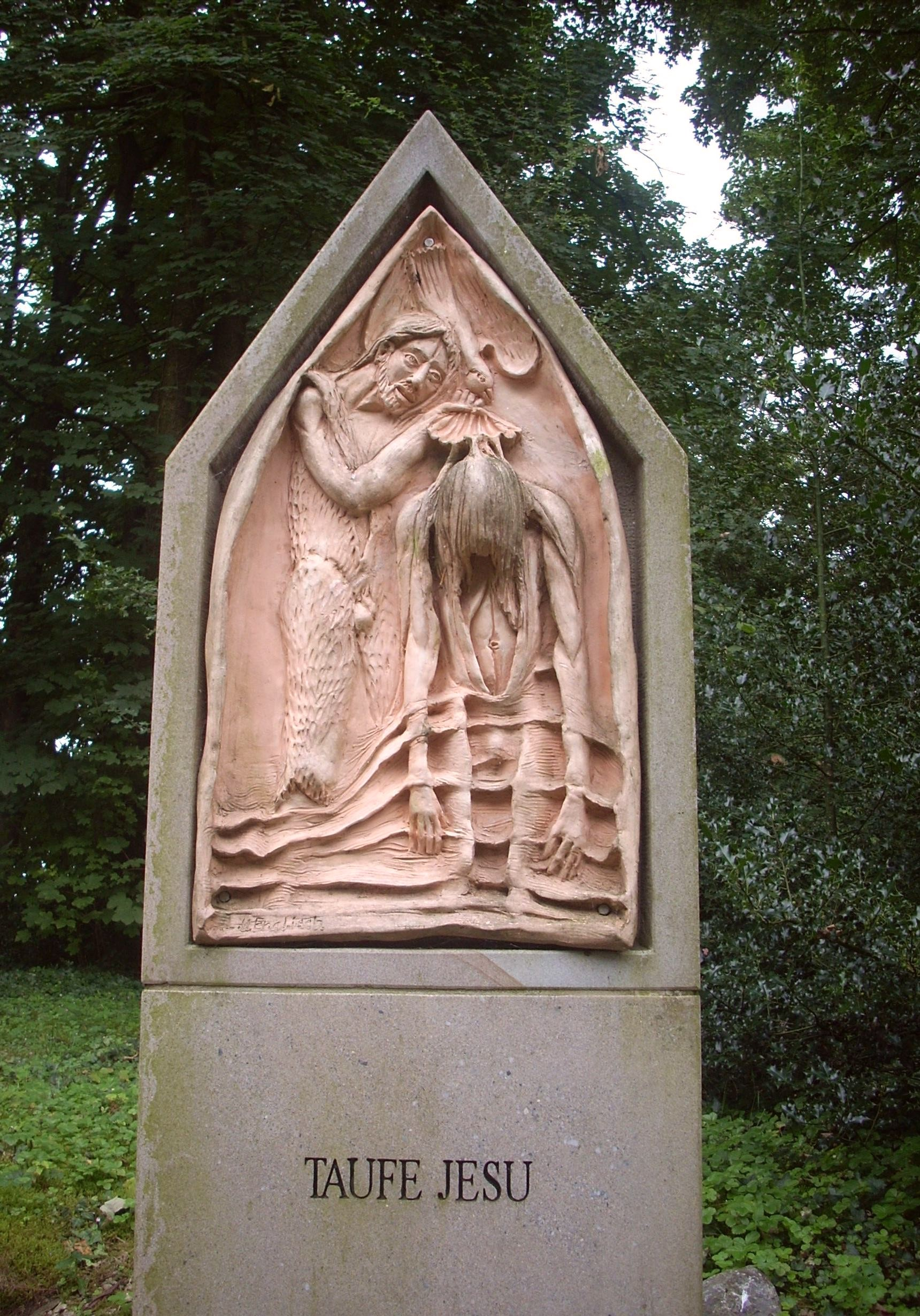
Taufe Jesu
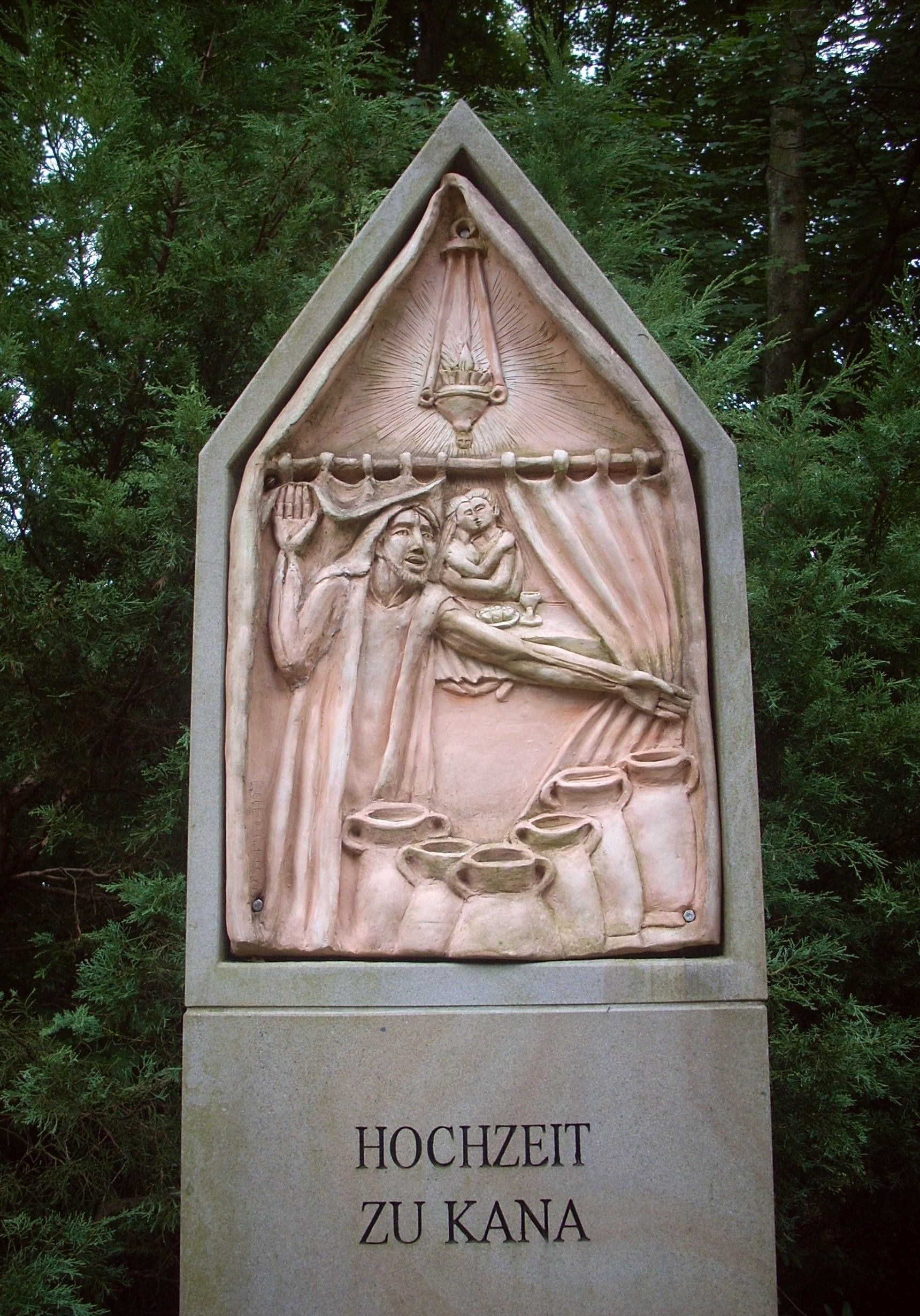
Hochzeit zu Kana
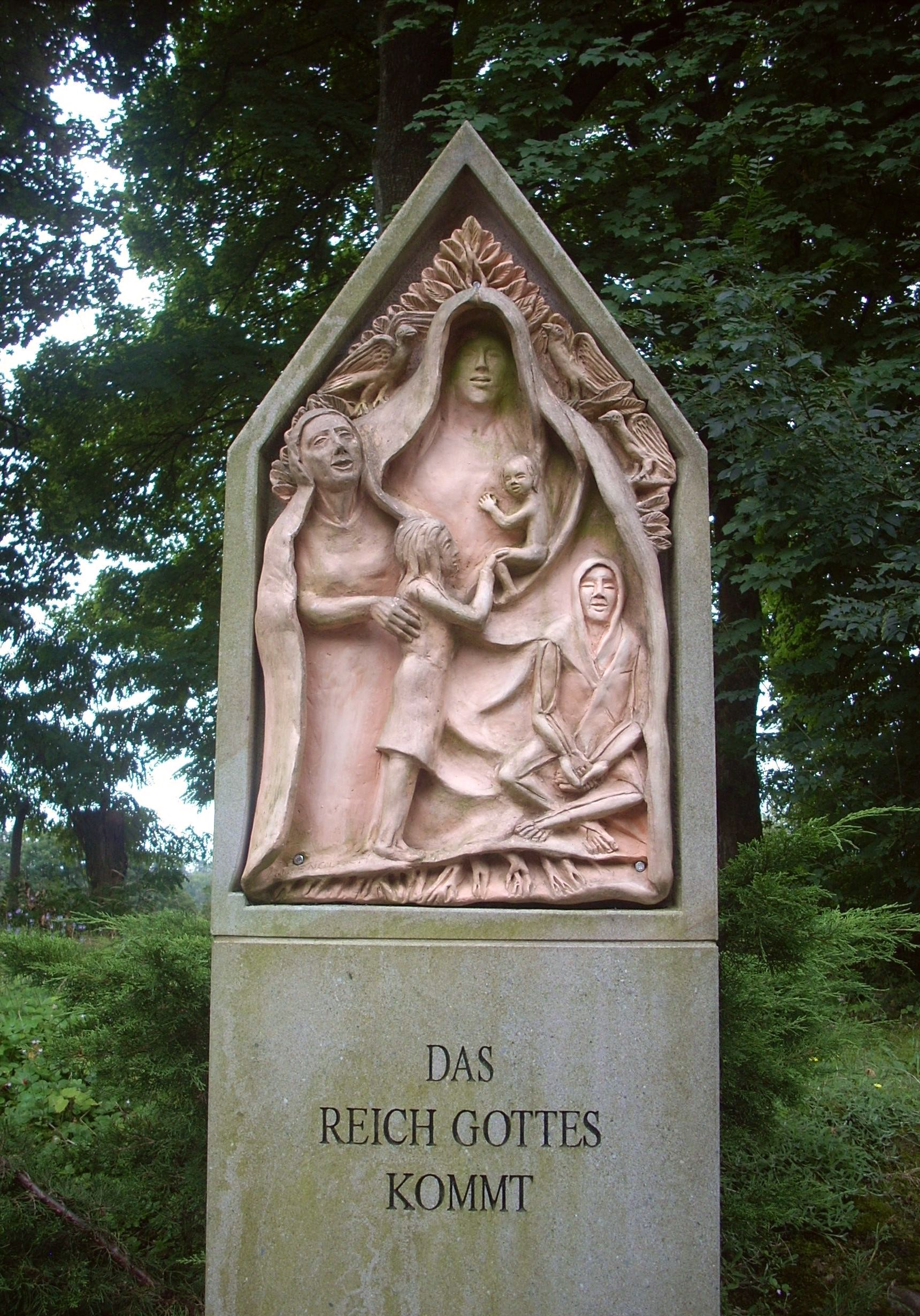
Das Reich Gottes kommt
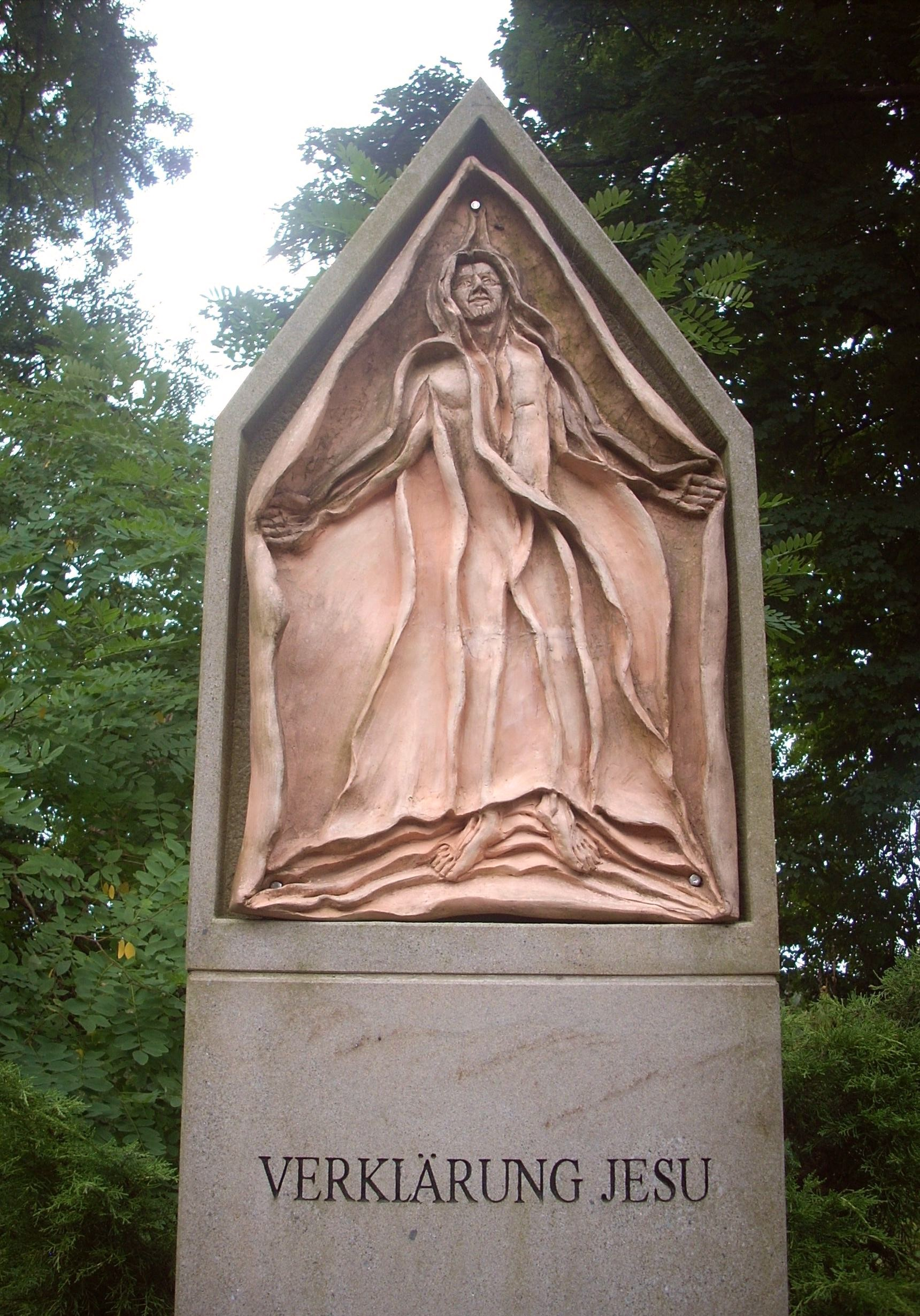
Verklärung Jesu
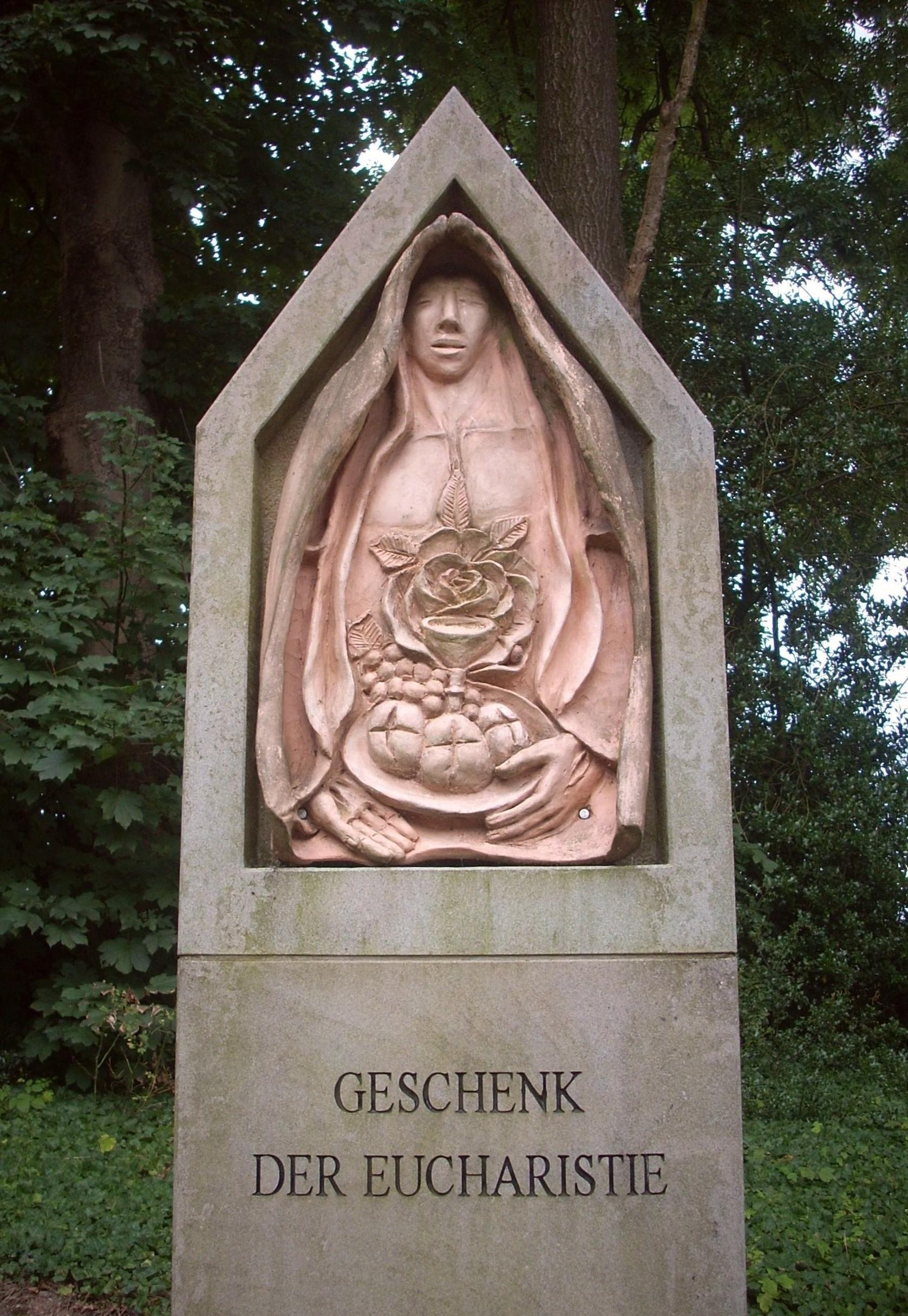
Geschenk der Eucharistie

### Haltern

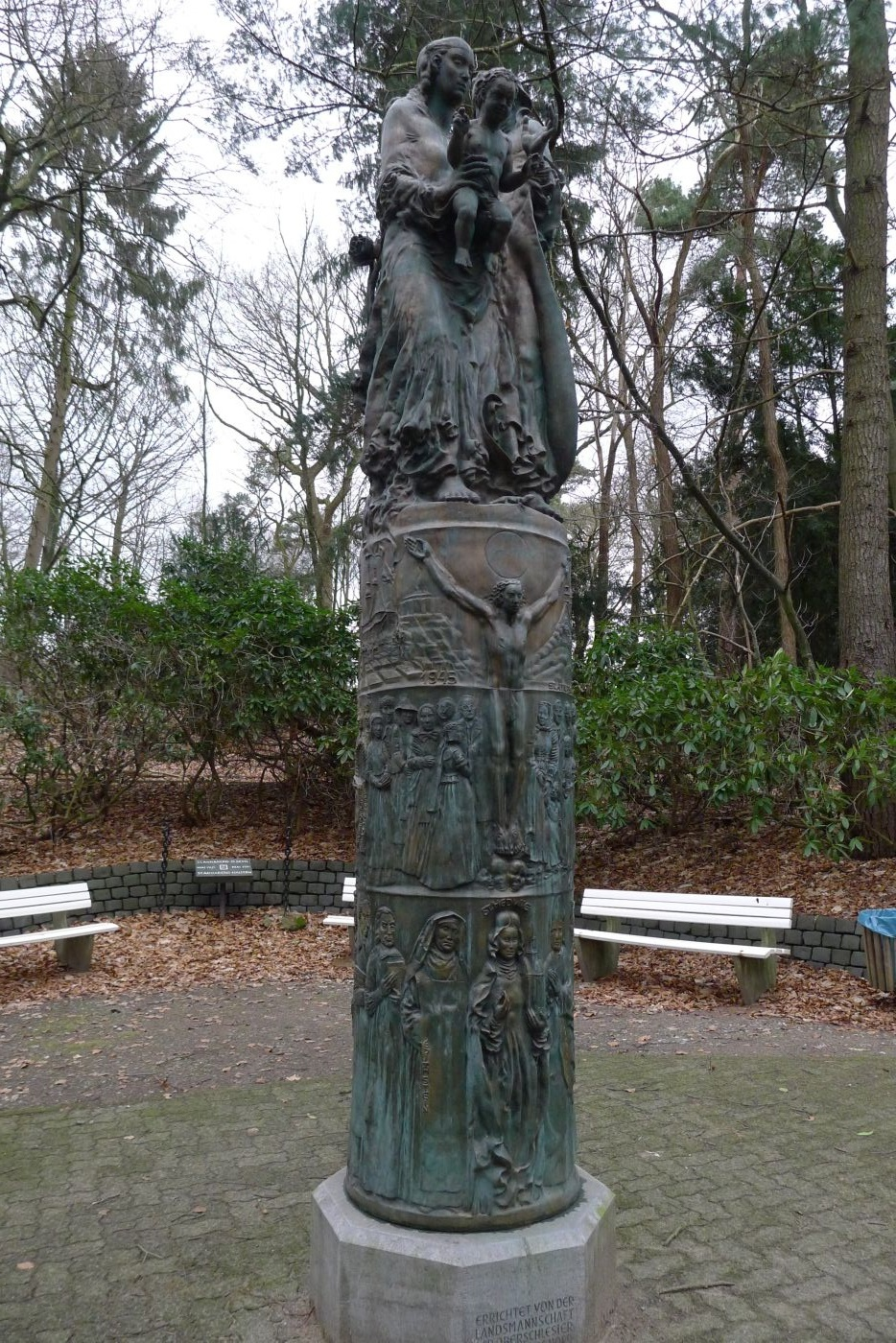
Gedenksäule der Oberschlesier auf dem Annaberg in Haltern
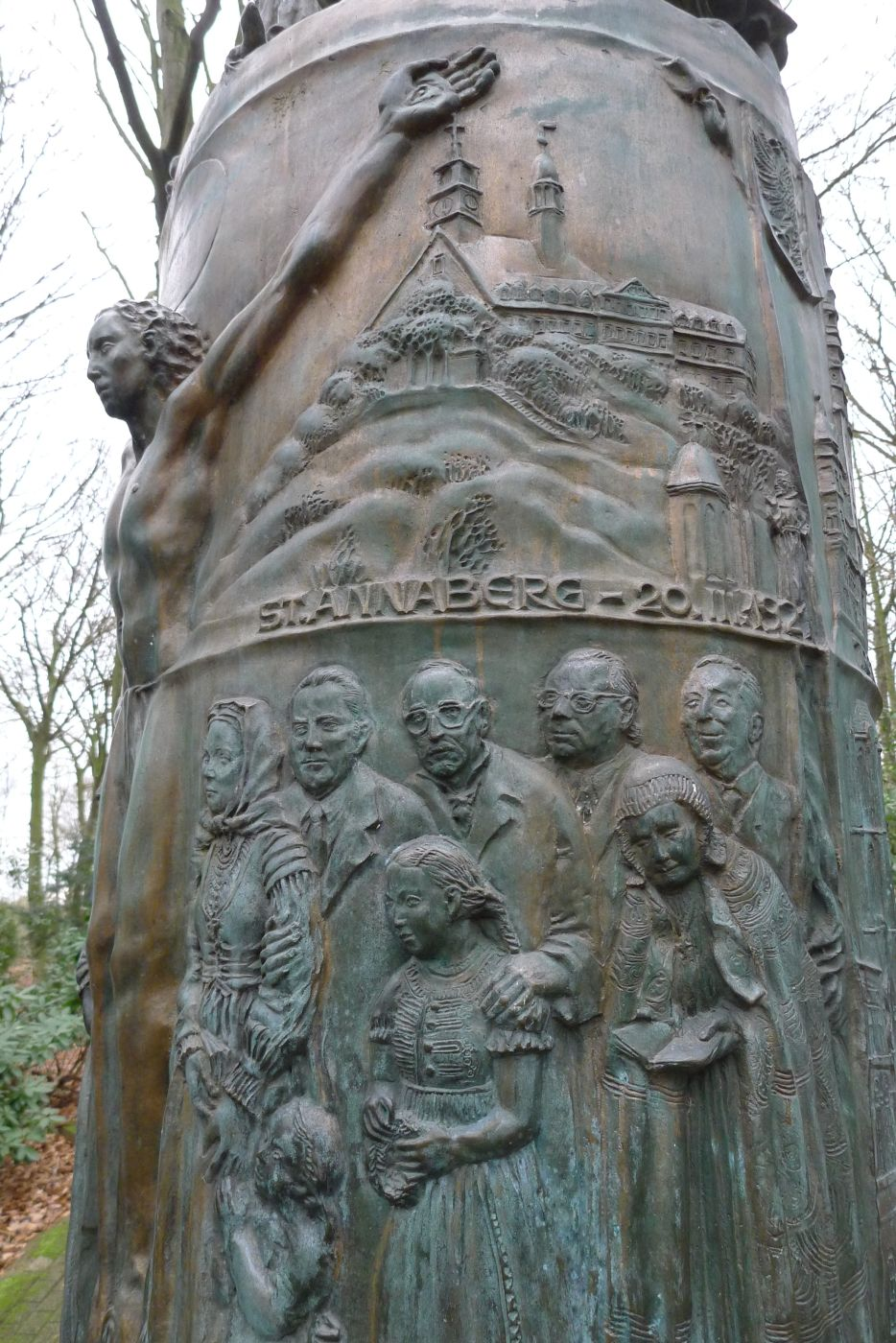
Ausschnitt